# Rhacaplacarus amoenus
Rhacaplacarus amoenus är en kvalsterart som först beskrevs av Wojciech Niedbała 1983.  Rhacaplacarus amoenus ingår i släktet Rhacaplacarus och familjen Phthiracaridae. Inga underarter finns listade i Catalogue of Life.